# Pseudorhina
Pseudorhina ist eine ausgestorbene, nah mit den rezenten Engelhaien (Squatina) verwandte Haigattung aus dem Jura. Fossilien der Gattung wurden in Europa, Südwestasien, Nordafrika und Australien gefunden.

## Merkmale
Pseudorhina war ein mittelgroßer Hai mit rochenartigem abgeflachtem Körperbau. Die Brust- und Bauchflossen waren sehr groß. Eine Afterflosse fehlte. Auf dem Schwanzflossenstiel befanden sich zwei kleine Rückenflossen. Die Schwanzflosse war klein. Sein Kopf war abgerundet, das Maul befand sich an der Kopfspitze, war leicht unterständig und mit breiten Zähnen besetzt. 
Pseudorhina unterscheidet sich von der rezenten Engelhaigattung Squatina vor allem durch den Bau des Schädels und der Zahnwurzeln und die primitiveren Wirbel. Die Supraneuralen, ein Teil der Wirbel, sind bei Pseudorhina plattenartig niedrig und artikulieren eng miteinander, bei Squatina sind sie schlanker und höher und weiter voneinander getrennt.
Pseudorhina ist für den Jura nachgewiesen und kam damals neben verschiedenen Engelhaiarten der Gattung Squatina vor. Zähne, die denen von Pseudorhina ähneln, sind auch aus der Kreidezeit bekannt.